# Middenrussische dialecten

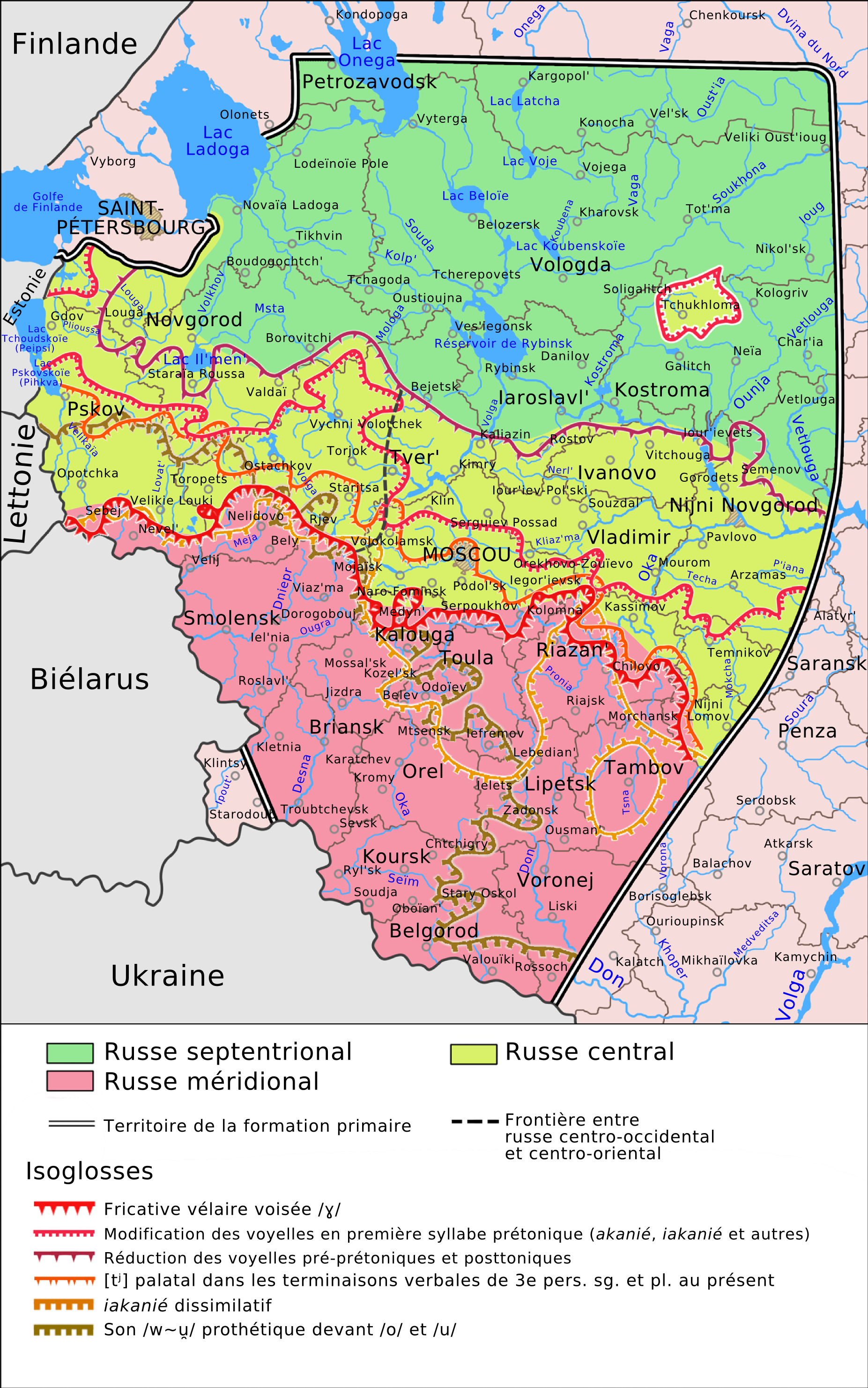

De Middenrussische dialecten zijn een van de dialectgroepen van de Russische taal. De andere dialectgroepen van het Russisch zijn de Noordrussische dialecten en de Zuidrussische dialecten, en volgens sommigen ook Oekraïens en
Wit-Russisch. De Russische standaardtaal komt voort uit deze groep.